# Chilodes combinata
Chilodes combinata là một loài bướm đêm trong họ Noctuidae.